# Linia trolejbusowa Bochum – Herne
Linia trolejbusowa Bochum – Herne – nieistniejąca już linia trolejbusowa, która łączyła miasta Bochum i Herne, położone w kraju związkowym Nadrenia Północna-Westfalia w Niemczech. Funkcjonowała w latach 1949–1959, operatorem było przedsiębiorstwo Bochum-Gelsenkirchener Straßenbahnen AG.

## Historia
Linię trolejbusową z Bochum do Herne otwarto 18 czerwca 1949 r. pod oznaczeniem C. Połączyła ona Gerthe w Bochum z dworcem kolejowym w Herne. 17 lutego 1950 r. linię przedłużono w Bochum do Horsthausen, a oznaczenie zmieniono na 61. Sieć trakcyjną zasilała podstacja w Herne. Przejazd całą linią w jedną stronę trwał 27 minut, częstotliwość kursowania była równa 20 minut. Linię zlikwidowano 18 października 1959 r. z powodu rezygnacji z rozwoju trolejbusów i licznych prac budowlanych w Bochum, które wymagały zawieszenia kursowania trolejbusu na rok.